# Hobson (Montana)
Hobson is een plaats (city) in de Amerikaanse staat Montana en valt bestuurlijk gezien onder Judith Basin County.

## Demografie
Bij de volkstelling in 2000 werd het aantal inwoners vastgesteld op 244.
In 2006 is het aantal inwoners door het United States Census Bureau geschat op 225, een daling van 19 (-7.8%).

## Geografie
Volgens het United States Census Bureau beslaat de plaats een oppervlakte van
0,7 km², waarvan 0,7 km² land.

## Plaatsen in de nabije omgeving
De onderstaande figuur toont nabijgelegen plaatsen in een straal van 36 km rond Hobson.